# Meunasah Lhok (Meureudu)
Meunasah Lhok is een bestuurslaag in het regentschap Pidie Jaya van de provincie Atjeh, Indonesië. Meunasah Lhok telt 897 inwoners (volkstelling 2010).